# Heliocarpus terebinthinaceus
Heliocarpus terebinthinaceus là một loài thực vật có hoa trong họ Cẩm quỳ. Loài này được (DC.) Hochr. mô tả khoa học đầu tiên năm 1914.